# Загребачки фестивал
Загребачки фестивал, ранији називи Загребачки фестивал забавне музике (до 1983), Загребфест (1984 – 2012), познат и као Фестивал Загреб, од 2013. носи свој изворни назив у скраћеном облику. То је један од најстаријих фестивала забавне музике уопште и најстарији фестивал забавне музике у овом делу Европе. Одржава се у континуитету од 1953. Основан је само четири године након свог узора, најзначајнијег фестивала те врсте, оног у Санрему.
Први загребачки фестивал одржан је децембра 1953. године под називом Изабери најбоље плесне мелодије 1953. године у Концертној дворани Истра (данашње Загребачко казалиште младих),
Неговао је урбани звук касних 1950-их и раних 1960-их, из којег је касније настала препознатљива загребачка школа шансоне. Загребачки фестивал био је не само једна од најпопуларнијих бина за велика имена домаће забавне музике, већ и фестивал најзначајнијих домаћих аутора шансона и хитова. Тако су током више од четрдесет пет година Загребачког фестивала, који се одржавао у кино дворани Студентског центра, а касније и у Концертној дворани „Ватрослав Лисински“. Наступили су: Арсен Дедић, Драго Диклић, Ибрица Јусић, Габи Новак, Тереза Кесовија, Зденка Вучковић, Мики Јевремовић, Оливер Драгојевић, Кемал Монтено, Љупка Димитровска, Зринко Тутић, Сеид Мемић Вајта, Јасна Злокић и многи други. Након опадања током 1990-их, фестивал је оријентисан ка урбаној шансони.
У протеклих пола века био је то незаобилазан догађај у хрватској музици и у целој бившој Југославији. Помогао је афирмацији поп и плесне музике као културног феномена и ко-обликовао регионални и национални музички израз. На Загребфесту је промовисано више хиљада композиција које су протеклих деценија чиниле корпус традиционалне забавне музике ових простора, а сви значајни извођачи су редовно наступали на овом фестивалу.
У време свог врхунца, фестивал је представљао велики културни и друштвени догађај, одвијао се на великим просторима пред хиљадама посетилаца, а некада је трајао целе недеље низом концерата различитих жанрова и стилова забавне и лаке музике, односно поп музике.
Загребфест је од самог оснивања замишљен као фестивал композитора, односно дела, а не извођача – певача. Тако су на првом фестивалу наступила само два извођача (Иво Робић и Рајка Вали), а извели су осам композиција. Иако се овакав концепт фестивалских певача није практиковао у каснијим годинама, фестивал је увек стављао нагласак на представљање аутора и оцењивање њихових песама, а не на интерпретације.
Као директор фестивала појавио се низ композитора који спадају у сам врх Хратове забавне музике. После оснивача Федора Копсе, који је водио фестивал до 1955. године, ту су били Никица Калогјера, Звонко Шпишић, Ивица Стамаћ. и Хрвоје Хегедушић, док је Драго Диклић водио чак седамнаест фестивала.
Иако фестивали популарне музике не представљају велику медијску и друштвену атракцију као шездесетих, седамдесетих и осамдесетих година 20. века, Загребфест и у 21. веку има своју публику и уметнике који желе да наставе драгоцене корене традиционалне популарне музике, како би сваки јесен и даље представља догађај који Загрепчани не заобилазе.
Загребачки фестивал се за своје 61. издање окренуо новом концепту и модерном фестивалском стилу, са новим уметничким директором Антом Пецотићем. У дворани Хипо центра 18. јануара 2014. наступило је 18 извођача, међу којима и најпознатија имена хрватске популарне музике. Највише гласова публике освојила је композиција „Трагови“ (М. Вестић) у извођењу Опће опасности, док је најемитованија песма 61. фестивала била „Постоји ли мјесто“ Кристијана Рахимовског.
2016. године на челу фестивала је Нено Белан, са којим Загребачки фестивал наставља своју мисију креатора радијских емисија и платформе за промоцију квалитетне домаће мејнстрим поп музике. Фокус фестивала и даље је на ауторима – према званичним подацима ХДС ЗАМП-а, од доласка новог руководства фестивала 2014. године, фестивалске песме су у наредних пет година емитоване 280.755 пута, а својим ауторима донеле су укупно 3.136.894,53 куне зараде. У просеку је свака песма зарађивала 31.055,73 куну. Ови износи се односе на зараде од тзв „мала права“ која укључују телевизијске и радио емисије на локалним, регионалним и националним станицама. У истом петогодишњем периоду 71 различит извођач извео је 102 нове песме.